# Catherine Forster
Catherine A. Forster – amerykańska paleontolożka specjalizująca się w badaniu mezozoicznych kręgowców, w szczególności dinozaurów, jednak zajmowała się również cynodontami, ptakami, krokodylami i żółwiami. 

## Życiorys
Uczestniczyła w licznych projektach badawczych w Afryce Południowej, na Madagaskarze oraz wraz z mężem, paleontologiem Jamesem Clarkiem, w Chinach. Opisała kilka rodzajów dinozaurów, m.in. ptakopodobnego Rahonavis i Rapetosaurus z Madagaskaru oraz Yinlong, Guanlong i Limusaurus z Chin, a także dwa triasowe cynodonty z Argentyny. Zajmuje się również badaniem filogenezy całych linii ewolucyjnych dinozaurów, takich jak ceratopsy i ornitopody. Doktorat uzyskała w 1990 roku na Uniwersytecie Pensylwanii, następnie wykładała w Stony Brook University, a obecnie pracuje na wydziale nauk biologicznych Uniwersytetu Jerzego Waszyngtona.